# Assan (Name)
Assan ist ein männlicher Vorname und ein Familienname.

## Herkunft und Bedeutung
Der Vorname Assan kommt in Kasachstan sowie in Gambia vor. 

## Bekannte Namensträger
- Assan Basajew (* 1981), kasachischer Radrennfahrer
- Assan Musa Camara (1923–2013), gambischer Politiker
- Assan Jatta (* 1984), gambischer Fußballspieler
- Assan John (* 1978), gambischer Leichtathlet
- Assan Tachtachunow (* 1986), kasachischer Skispringer

### Familienname
- Bonny G. Assan (* 1970), deutscher Bassist, Studiomusiker und Songwriter

Siehe auch
- Ahsan